# Acosmeryx pseudomissa
Espèce
Acosmeryx pseudomissa est une espèce de papillons de la famille des Sphingidae, sous-famille des Macroglossinae, de la tribu des Macroglossini et du genre Acosmeryx. 

## Répartition
Il se rencontre en Asie du Sud-Est, en Thaïlande au Laos, au Vietnam et dans le sud de la Chine.

## Biologie
Les chenilles se nourrissent des espèces du genre Actinidia.

## Systématique
L'espèce Acosmeryx pseudomissa a été décrite par l’entomologiste Australien Rudolf Emil Mell, en 1922.